# 霍羅希夫斯凱 (基輔州)
49°56′12″N 30°43′53″E / 49.93667°N 30.73139°E
霍羅希夫斯凱（羅馬化：Horokhivske）是位於烏克蘭北部基辅州奧布希夫區卡哈爾利克市鎮的的村莊。該村面積0.89平方公里，海拔高度188米，2001年人口69，人口密度每平方公里77.9人。